# Odynerus torretassoi
Odynerus torretassoi är en stekelart som beskrevs av Giordani Soika. Odynerus torretassoi ingår i släktet lergetingar, och familjen Eumenidae. Inga underarter finns listade i Catalogue of Life.